# ديفيد بارسونز
ديفيد بارسونز (28 أكتوبر 1954 في المملكة المتحدة - ) (بالإنجليزية: David Parsons)‏ هو لاعب كريكت بريطاني. لعب مع Cumbria County Cricket Club ‏ والمقاطعات الوطنية للكريكيت الإنجليزي والويلزي ‏.

## وصلات خارجية
- ديفيد بارسونز على موقع إي آس بي آن كريك إنفو (الإنجليزية)